# Cheilodactylus vestitus
Cheilodactylus vestitus is een straalvinnige vissensoort uit de familie van de morwongs (Cheilodactylidae). De wetenschappelijke naam van de soort is voor het eerst geldig gepubliceerd in 1879 door Castelnau.